# Riina Ruth Kionka

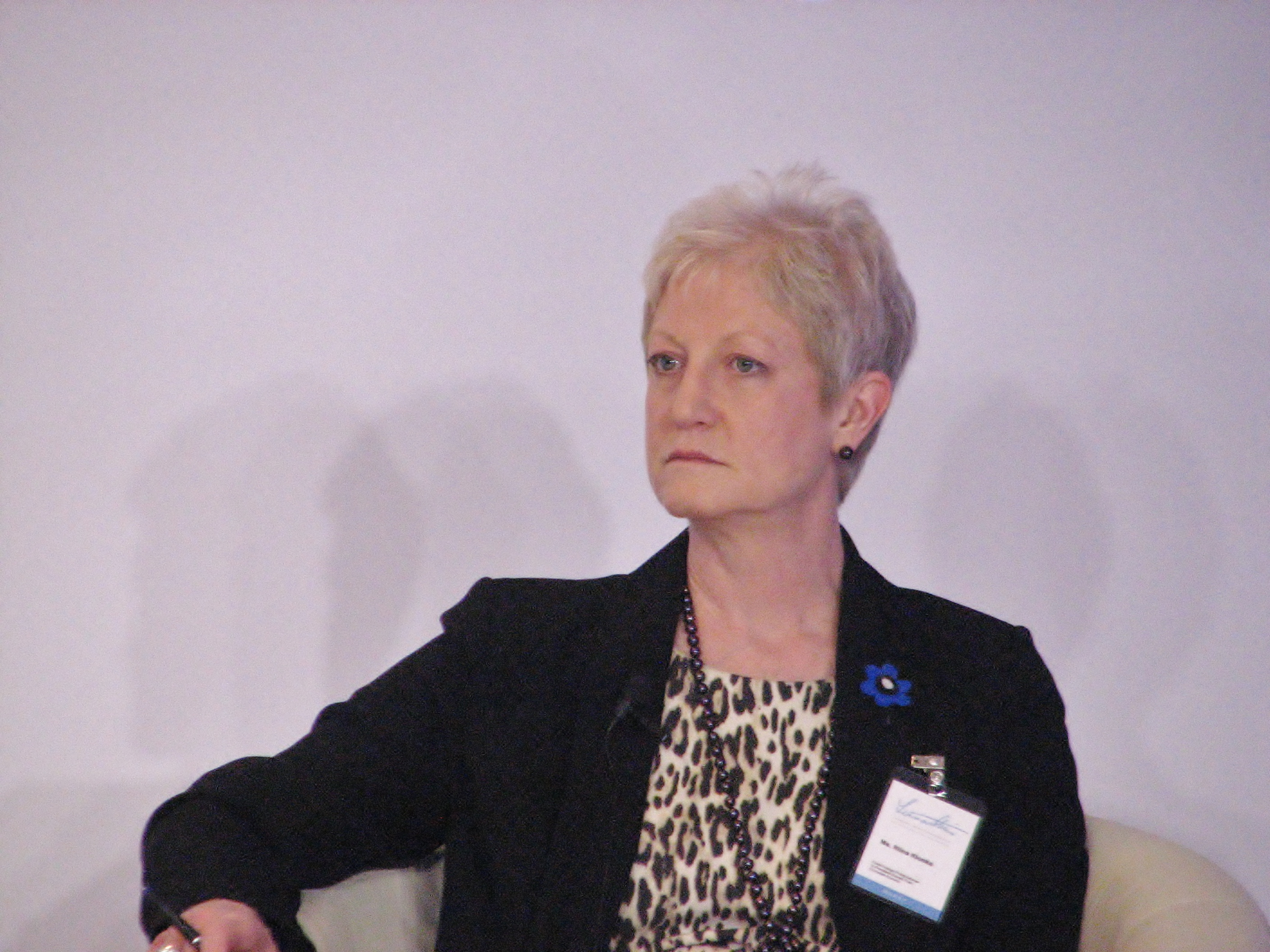
Riina Kionka (2015)

Riina Ruth Kionka (* 29. Dezember 1960 in Detroit, Michigan, USA) ist eine estnische Diplomatin. Von 2014 bis 2019 war sie die Hauptberaterin für Außenpolitik im Kabinett von Donald Tusk, dem Präsidenten des Europäischen Rates.

## Frühe Jahre
Riina Ruth Kionka wuchs als Exilestin in den Vereinigten Staaten auf. 1983 legte sie ihr Bachelor-Examen in Internationalen Beziehungen und Germanistik an der Michigan State University ab. Anschließend war sie als Dozentin für Germanistik tätig. 1986 folgte der Magister-Grad in Sowjetstudien an der Columbia University in New York. 1987 war sie als Dozentin am Queens College beschäftigt. Von 1989 bis 1993 arbeitete sie als wissenschaftliche Mitarbeiterin bei Radio Free Europe in München.

## Diplomatin
Nach der Wiedererlangung der staatlichen Unabhängigkeit Estlands trat Riina Ruth Kionka in den diplomatischen Dienst ihres Landes ein. Von 1993 bis 1995 war sie Leiterin des Planungsstabs im estnischen Außenministerium in Tallinn. 1995/96 bekleidete sie das Amt der Politischen Direktorin im Außenministerium. 1996 zog sie mit ihrem Mann in die USA zurück, wo dieser an der estnischen Botschaft in Washington arbeitete. Im Jahr 2000 promovierte sie an der Columbia University im Fach Sowjetstudien.
Von 2000 bis 2004 war Riina Ruth Kionka estnische Botschafterin in Deutschland. 2004/2005 war sie stellvertretende Staatssekretärin (asekantsler) im estnischen Außenministerium, bevor sie in das EU-Ratssekretariat wechselte.
Von 2005 bis 2007 war Riina Ruth Kionka Abteilungsleiterin für die Beziehungen zu Amerika, den Vereinten Nationen, Terrorismusbekämpfung und Menschenrechte im Rahmen der Gemeinsamen Außen- und Sicherheitspolitik der Europäischen Union. Von 2007 bis 2010 war sie Beauftragte für Menschenrechte im Kabinett von Javier Solana, dem damaligen Hohen Vertreter für die Gemeinsame Außen- und Sicherheitspolitik (GASP) der Europäischen Union. Von 2014 bis 2019 war sie die Hauptberaterin für Außenpolitik im Kabinett von Donald Tusk, dem Präsidenten des Europäischen Rates. Von 2019 bis 2022 war sie Leiterin der Delegation der Europäischen Union in Südafrika. Seit 2022 leitet sie die EU-Delegation in Pakistan.

## Privatleben
Riina Ruth Kionka ist mit dem estnischen Diplomaten Lauri Lepik verheiratet. Sie hat zwei Kinder. Frau Kionka ist als passionierte Trompetenspielerin bekannt.